# Inna Bohoslovska
Inna Bohoslovska (en ukrainien : Інна Германівна Богословська) est une femme politique et avocate ukrainienne.
Inna est née le 5 août 1960 à Kharkiv et a fait ses études à la faculté de droit de l'université nationale Iaroslav le Sage.
Elle fut élue aux IIIe, VIe et VIIe Radas ukrainiennes et s'est présentée à l'Élection présidentielle ukrainienne de 2010 et de 2019.
En réaction à l'Euromaïdan elle quitte le parti du président le 30 novembre 2013 alors qu'elle était l'une des avocates principales du Parti des régions. Elle est la fondatrice du parti Aktsent.